# 朝塞斯
朝塞斯（又译特罗萨克斯，listenⓘ，意为“林立的”）通常指位于苏格兰斯特灵议会区罗蒙德山以东的一片区域，包括一片树木繁茂的峡谷，以及山丘和湖泊。朝塞斯原指中心地带的小型林地峡谷，但现在通常指比这片峡谷更大的区域。卡兰德小镇紧靠朝塞斯的边缘。
朝塞斯是罗梦湖和朝塞斯国家公园的一部分，由于这里距离格拉斯哥和斯特灵等苏格兰主要城市相对较近，长期以来一直受到步行、骑行爱好者以及广大游客的欢迎。人们可以在这里乘船游览卡特琳湖，古老的蒸汽船沃尔特·司各特号（英语：SS Sir Walter Scott）从1899年开始运营至今。朝萨斯还有一条长达48公里的步行道，适合远足、骑行和赛马。它始于东部的卡兰德小镇，经过卡特琳湖北岸，最终到达西部的洛蒙德湖岸。
朝萨斯树木繁茂的山丘和澄清的湖泊，是苏格兰高地景观的缩影，这里的林地是许多物种的重要栖息地。

## 图片

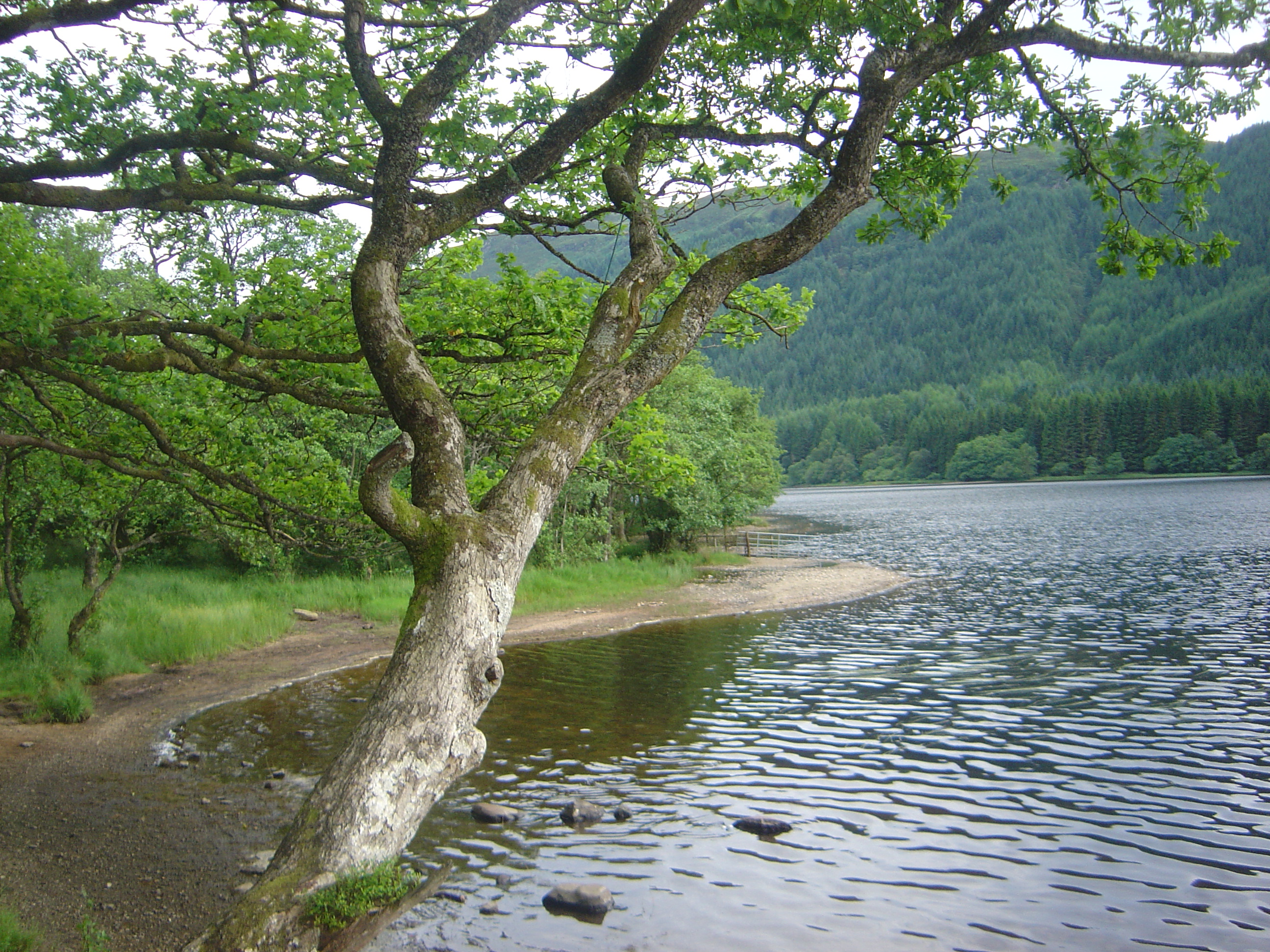
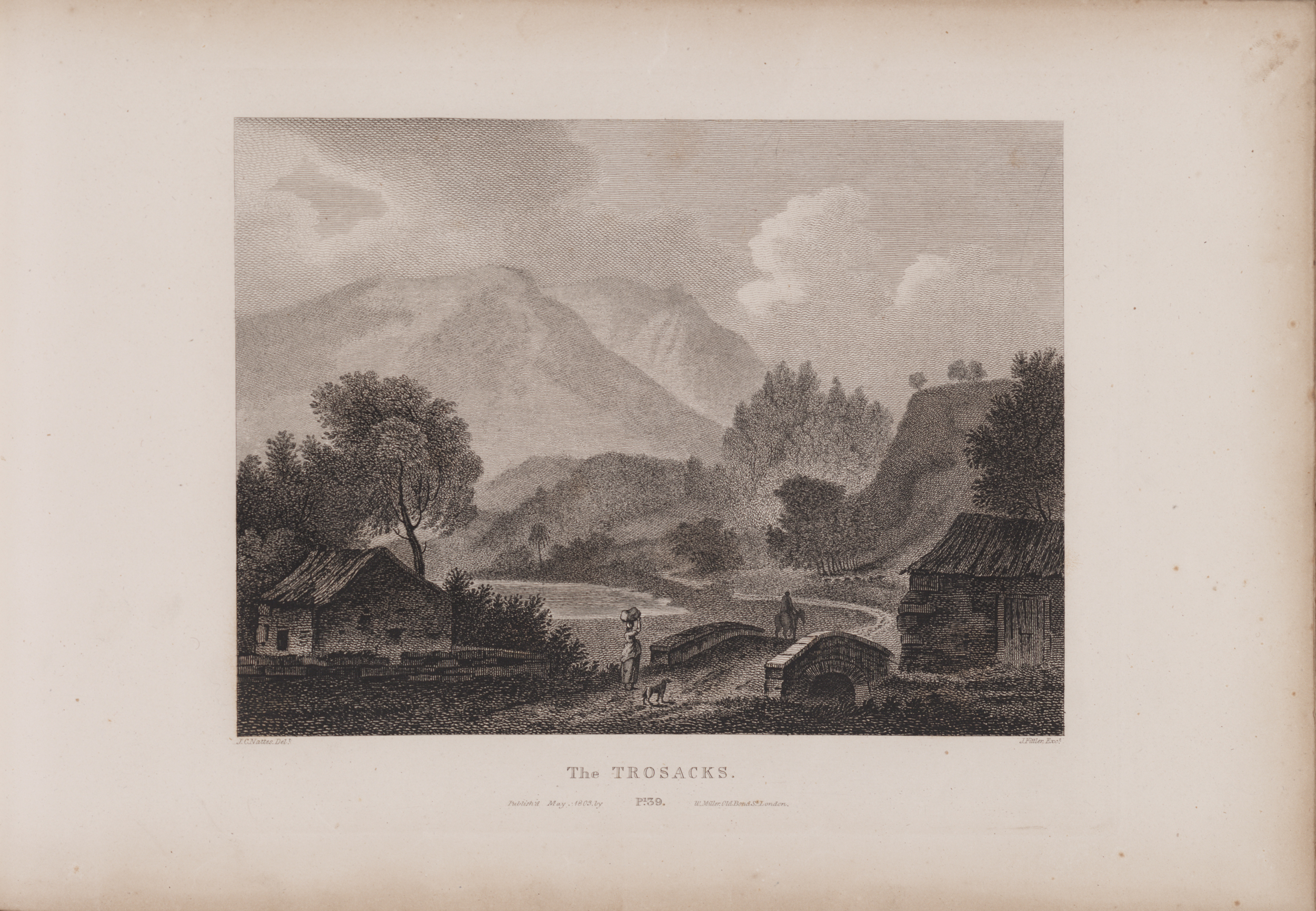
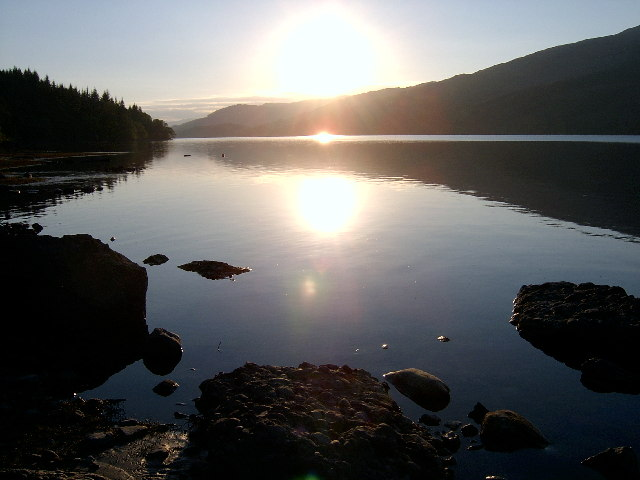